# Convento de São Paulo (Évora)
O Convento de São Paulo, também conhecido como Colégio de São Paulo, é um antigo colégio jesuíta situado na Praça do Sertório, na atual freguesia de Évora (São Mamede, Sé, São Pedro e Santo Antão), em Évora.
Este convento dos religiosos Paulistas da Congregação da Serra de Ossa foi fundado em 1578 pelo cardeal D. Henrique, através de licença papal do papa Gregório XVIII. Foi encerrado após a extinção das Ordens Religiosas em 1834.
Do antigo convento subsistem algumas portas e janelas geminadas quinhentistas, em estilo gótico, a arcada da portaria, com abóbada revestida de pinturas a frescos, a casa do lavabo e o refeitório. Subsiste também a igreja colegial.
Actualmente no antigo edifício conventual estão instalados a Direcção Escolar de Évora, a Repartição de Finanças de Évora e o Grupo Pró-Évora.